# Легка атлетика на літніх Олімпійських іграх 2016 — біг на 3000 метрів з перешкодами (жінки)
Змагання з легкої атлетики в бігові на 3000 метрів серед жінок на літніх Олімпійських іграх 2016 відбулися від 13 до 15 серпня на Олімпійському стадіоні Жоао Авеланжа.

## Рекорди
Станом на 13 серпня 2016 світовий і олімпійський рекорди були такими:
| Світовий рекорд     | Гульнара Самітова-Галкіна (RUS) | 8:58.81 | Пекін, Китай | 17 серпня 2008 |
| Олімпійський рекорд | Гульнара Самітова-Галкіна (RUS) | 8:58.81 | Пекін, Китай | 17 серпня 2008 |

## Розклад змагань
Час місцевий (UTC−3).
| Дата                 | Час   | Раунд            |
| -------------------- | ----- | ---------------- |
| Субота, 13 серпня    | 10:05 | Попередні забіги |
| Понеділок, 15 серпня | 11:15 | Фінал            |

## Результати

### Попередні забіги
У фінал виходять по 3 перші учасниці з кожного забігу (Q), а також 6 найшвидших серед тих, що посіли наступні місця (q).

#### Забіг 1
| Місце | Ім'я                     | Країна          | Результат | Нотатки | Квал. |
| ----- | ------------------------ | --------------- | --------- | ------- | ----- |
| 1     | Рут Джебет               | Бахрейн (BRN)   | 9:12.62   |         | Q     |
| 2     | Софія Ассефа             | Ефіопія (ETH)   | 9:18.75   |         | Q     |
| 3     | Геза Краузе              | Німеччина (GER) | 9:19.70   |         | Q     |
| 4     | Коллін Квіглі            | США (USA)       | 9:21.82   |         | q     |
| 5     | Лідія Ротіч              | Кенія (KEN)     | 9:30.21   |         | q     |
| 6     | Марія Шаталова           | Україна (UKR)   | 9:30.89   | PB      |       |
| 7     | Перут Чемутай            | Уганда (UGA)    | 9:31.03   | PB      |       |
| 8     | Шарлотта Фугберг         | Швеція (SWE)    | 9:31.16   |         |       |
| 9     | Озлем Кая                | Туреччина (TUR) | 9:32.03   | SB      |       |
| 10    | Світлана Куделіч         | Білорусь (BLR)  | 9:32.93   | SB      |       |
| 11    | Фадва Сіді Мадане        | Марокко (MAR)   | 9:32.94   | SB      |       |
| 12    | Діана Мартін             | Іспанія (ESP)   | 9:44.07   |         |       |
| 13    | Інгеборг Ловнес          | Норвегія (NOR)  | 9:44.85   |         |       |
| 14    | Керрі ОФлаерті           | Ірландія (IRL)  | 9:45.35   | SB      |       |
| 15    | Жуліана Паула душ Сантуш | Бразилія (BRA)  | 9:45.95   |         |       |
| 16    | Ерін Тещук               | Канада (CAN)    | 9:53.70   |         |       |
| 17    | Андзю Такамізава         | Японія (JPN)    | 9:58.59   |         |       |

#### Забіг 2
| Місце | Ім'я               | Країна          | Результат | Нотатки | Квал. |
| ----- | ------------------ | --------------- | --------- | ------- | ----- |
| 1     | Беатріс Чепкоеч    | Кенія (KEN)     | 9:17.55   |         | Q     |
| 2     | Емма Кобурн        | США (USA)       | 9:18.12   |         | Q     |
| 3     | Габіба Грібі       | Туніс (TUN)     | 9:18.71   | SB      | Q     |
| 4     | Лаліта Бабар       | Індія (IND)     | 9:19.76   | NR      | q     |
| 5     | Мейделін Гіллс     | Австралія (AUS) | 9:24.16   | SB      | q     |
| 6     | Фабєнн Щлумф       | Швейцарія (SUI) | 9:30.54   | NR      | q     |
| 7     | Хівот Аялев        | Ефіопія (ETH)   | 9:35.09   |         |       |
| 8     | Матильда Коваль    | Польща (POL)    | 9:35.13   | PB      |       |
| 9     | Санаа Кубаа        | Німеччина (GER) | 9:35.15   | PB      |       |
| 10    | Вікторія Мітчелл   | Австралія (AUS) | 9:39.40   | SB      |       |
| 11    | Мішель Фінн        | Ірландія (IRL)  | 9:49.45   |         |       |
| 12    | Тігест Гетент      | Бахрейн (BRN)   | 9:49.92   |         |       |
| 13    | Марія Бернард      | Канада (CAN)    | 9:50.17   |         |       |
| 14    | Мерєм Акда         | Туреччина (TUR) | 9:50.28   |         |       |
| 15    | Сандра Ерікссон    | Фінляндія (FIN) | 9:56.77   |         |       |
| 16    | Луїза Гега         | Албанія (ALB)   | 9:58.49   |         |       |
| 17    | Анастасія Пузакова | Білорусь (BLR)  | 10:14.08  |         |       |
| 18    | Аміна Беттіш       | Алжир (ALG)     | 10:26.91  |         |       |

#### Забіг 3
| Місце | Ім'я                  | Країна                | Результат | Нотатки | Квал. |
| ----- | --------------------- | --------------------- | --------- | ------- | ----- |
| 1     | Хівін Джепкемой       | Кенія (KEN)           | 9:24.61   |         | Q     |
| 2     | Женевєв Лаказ         | Австралія (AUS)       | 9:26.25   |         | Q     |
| 3     | Кортні Фрерікс        | США (USA)             | 9:27.02   |         | Q     |
| 4     | Женевєв Лалонд        | Канада (CAN)          | 9:30.24   |         | q     |
| 5     | Чжан Сінь Янь         | Китай (CHN)           | 9:31.47   |         |       |
| 6     | Анна-Емілі Меллер     | Данія (DEN)           | 9:32.68   |         |       |
| 7     | Етенеш Діро Неда      | Ефіопія (ETH)         | 9:34.70   |         | q     |
| 8     | Аіша Прот             | Ямайка (JAM)          | 9:35.79   |         | q     |
| 9     | Судха Сінгх           | Індія (IND)           | 9:43.29   |         |       |
| 10    | Саліма Ель-Уалі Аламі | Марокко (MAR)         | 9:44.83   |         |       |
| 11    | Еліан Сахолініріна    | Мадагаскар (MAD)      | 9:45.92   |         |       |
| 12    | Сара Луїза Трісі      | Ірландія (IRL)        | 9:46.24   |         | q     |
| 13    | Анчута Бобочел        | Румунія (ROU)         | 9:46.28   |         |       |
| 14    | Туба Гювенч           | Туреччина (TUR)       | 9:49.93   | SB      |       |
| 15    | Майя Рехберг          | Німеччина (GER)       | 9:51.73   |         |       |
| 16    | Белен Касетта         | Аргентина (ARG)       | 9:51.85   |         |       |
| 17    | Ленні Вейт            | Велика Британія (GBR) | 10:14.18  |         |       |

### Фінал
| Місце | Ім'я             | Країна          | Результат | Нотатки |
| ----- | ---------------- | --------------- | --------- | ------- |
| 1     | Рут Джебет       | Бахрейн (BRN)   | 8:59.75   | AR      |
| 2     | Хівін Джепкемой  | Кенія (KEN)     | 9:07.12   |         |
| 3     | Емма Кобурн      | США (USA)       | 9:07.63   | NAR     |
| 4     | Беатріс Чепкоеч  | Кенія (KEN)     | 9:16.05   | PB      |
| 5     | Софія Ассефа     | Ефіопія (ETH)   | 9:17.15   | SB      |
| 6     | Геза Краузе      | Німеччина (GER) | 9:18.41   | PB      |
| 7     | Мейделін Гіллс   | Австралія (AUS) | 9:20.38   | PB      |
| 8     | Коллін Квіглі    | США (USA)       | 9:21.10   | PB      |
| 9     | Женев'єв Лаказ   | Австралія (AUS) | 9:21.21   | PB      |
| 10    | Лаліта Бабар     | Індія (IND)     | 9:22.74   |         |
| 11    | Кортні Фрерікс   | США (USA)       | 9:22.87   |         |
| 12    | Габіба Грібі     | Туніс (TUN)     | 9:28.75   |         |
| 13    | Лідія Ротіч      | Кенія (KEN)     | 9:29.90   |         |
| 14    | Аіша Прот        | Ямайка (JAM)    | 9:34.20   |         |
| 15    | Етенеш Діро Неда | Ефіопія (ETH)   | 9:38.77   |         |
| 16    | Женевєв Лалонд   | Канада (CAN)    | 9:41.88   |         |
| 17    | Сара Луїза Трісі | Ірландія (IRL)  | 9:52.70   |         |
| 18    | Фабєнн Щлумф     | Швейцарія (SUI) | 9:59.30   |         |